# Аргу
Аргу́ язык (языки) — группа наречий тюркской языковой семьи.
В составе группы аргу различаются три идиома:
- так называемый n-диалект (древне)уйгурского языка — язык памятников литературы;
- собственно аргу — диалекты на территории Караханидского государства;
- халаджский язык — исторически диалекты племен, вошедших в состав сельджукского племенного объединения и осевших на территории нынешних государств Иран и Афганистан.

Халаджский язык является единственным сохранившимся в наши дни представителем языковой группы аргу.

## Генетическая принадлежность
Языки аргу не принадлежат к огузским и не являются, как считал Г. Дёрфер, самостоятельной ветвью тюркских: относятся к карлукским и, при разграничении карлукских на карлукско-уйгурские и карлукско-хорезмийские, в том числе при постулировании отсутствия ближайше родственных связей между этими двумя подгруппами, к карлукско-уйгурским.
Как и во всех карлукско-уйгурских, в аргу налицо отражение пратюркского -d- как -d- (-δ-). От всех тюркских, в том числе и остальных карлукско-уйгурских, языки аргу отличаются развитием *ń > n (что отражено в части уйгурских памятников).
Исторически аргу представляли собой группу ближайше родственных идиомов, в сущности, являвшихся диалектами одного языка.
В собственном смысле слова аргу в исторических трудах (таких, как «Словарь тюркских наречий» Махмуда ал-Кашгари) используется для обозначения племен, проживавших в пределах Караханидского государства, тогда как для племен, откочевавших вместе с огузами (сельджуками) примерно в 1050 г. с территории Казахстана и прилегающих, используется название калач (или его варианты), от которого происходит современное название халаджи.
Однако идиом, фигурирующий под названием чигиль, относится к стандартным карлукско-уйгурским либо хакасским (если язык -z-).